# The Reign of the Superman
«The Reign of the Superman»(enero de 1933) es el título de una historia corta escrita por Jerry Siegel e ilustrada por Joe Shuster. Fue el primer uso del nombre Superman usado por el dúo de autores, el cual luego aplicarían para el superhéroe arquetípico que crearían. El personaje del título es un villano con poderes telepáticos en lugar del héroe físicamente poderoso más conocido.

## Publicación
Amigos desde el colegio secundario, Jerry Siegel y Joe Shuster intentaban vender historias a distintas revistas para poder escapar a la pobreza generada por la depresión económica. Luego de ser rechazado su trabajo por varias editoriales, Shuster produjo cinco números de un fanzine mimeografiado titulado Science Fiction: The Advance Guard of Future Civilization.
Siegel escribió  "The Reign of the Superman" en 1932. Inspirado por la difusión del término "Superman" en la cultura popular de la época, e indirectamente inspirado por la idea de Friedrich Nietzsche acerca de un sobrehumano (el Übermensch), el relato presentaba a un hombre común que se transformaba en un poderoso villano empeñado en dominar el mundo. Apareció en el tercer número del fanzine, con ilustraciones de Shuster. Siegel lo publicó bajo el seudónimo Herbert S. Fine, combinando el primer nombre de un primo con el apellido de soltera de su madre.
El término "Superman" deriva de una traducción literal al inglés del término Übermensch, el cual se origina de la frase de Friedrich Nietzsche "Ich lehre euch den Übermenschen" ("Les mostraré a todos al Superhombre"), en su libro de 1883 Thus Spoke Zarathustra. El término "Superman" fue popularizado por George Bernard Shaw en su obra de 1903 Man and Superman. En la novela de 1912 Tarzán de los monos de Edgar Rice Burroughs, el personaje Jane Porter se refiere a Tarzán como un "superhombre"; Siegel luego nombró a Tarzán como una influencia en la creación de Superman.

## Historia
Un científico loco, el químico Ernest Smalley, elige por azar al vagabundo llamado Bill Dunn, quien esperaba en la fila de un comedor social, y lo convence de participar en un experimento a cambio de «buena comida y nueva vestimenta». Smalley hace que Dunn beba cierta poción, la cual le otorga poderes telepáticos; envanecido por su habilidad, el hombre la utiliza para el hacer el mal, con el propósito de dominar el mundo. Atacado por Smalley, quien pretende los poderes para sí, Dunn lo mata, pero es incapaz de recrear la fórmula y descubre que sus efectos son temporarios. Al final de la historia, las habilidades de Dunn se desvanecen y este vuelve a la fila del comedor social para ser, nuevamente, un hombre olvidado.

## Personajes posteriores
En 1933, Siegel leyó una revista de historietas de 48 páginas en blanco y negro titulada Dan Dunn. Él decidió que un superhombre que fuera un superhéroe sería un gran personaje de historietas, y concibió un personaje con pocas semejanzas al villano de nombre similar. Escribió una historia de crimen la cual Shuster dibujó en formato de historietas. Titulandola "Superman", ellos se la ofrecieron a Consolidated Book Publishing, la editorial que publicó Detective Dan. A pesar de que recibieron una respuesta favorable, Consolidated nunca más publicó historietas. Desanimado, Shuster quemó todas las páginas de la historia, aunque la portada sobrevivió gracias a que Siegel la rescató del fuego. Siegel y Shuster compararon al personaje con Slam Bradley, un detective privado que crearon tiempo después para Detective Comics 1 (marzo de 1937). "Teníamos un gran personaje", dijo luego Siegel, "y estabamos determinados a que se publicara." Siegel y Shuster usarían luego el nombre para la historia que venderían a DC Comics, la cual lo publicó en Action Comics 1 en 1938.